# 蝙蝠侠系列电影
蝙蝠侠是DC漫画出版的漫畫故事中的一个虛構超级英雄，自诞生后先后出现在多部电影中。首先是1940年代的两个短片系列，分别是1943年的《蝙蝠侠》和1949年的《蝙蝠侠与罗宾》。而首部出现的蝙蝠侠长片电影则是1966年的《蝙蝠侠》，该片是根据1960年代的同名电视剧集改编，在电视剧中飾演蝙蝠侠的亚当·韦斯特亦在电影中扮演同一角色。
在1980年代末，華納兄弟影片开始制作一系列的蝙蝠侠电影，首部是1989年的《蝙蝠侠》，由提姆·波頓执导，並由米高·基頓主演。两人後來又于1992年的續集《蝙蝠俠大顯神威》中继续合作。1995年，乔·舒马赫接棒执导了《永远的蝙蝠侠》，男主角换成了方·基默。舒马赫还執导1997年的《蝙蝠侠与罗宾》，其中的蝙蝠侠由乔治·克鲁尼饰演。《蝙蝠侠与罗宾》无论在评论家还是粉丝那里得到的评价都很不理想，这以后经过长时间的沉寂，华纳兄弟才于2005年以《蝙蝠俠：開戰時刻》重启了这个系列，由克里斯托弗·诺兰执导，並由克里斯蒂安·贝尔主演。这一组合之后又拍摄了两部续集，分别是2008年的《蝙蝠侠：黑暗骑士》和2012年的《蝙蝠侠：黑暗骑士崛起》。两部续集的全球票房都超过了10亿美元。
蝙蝠侠还出现在多部动画影片中，其中既有担任主角，也有出演配角。大部分动画影片都是通过录像带首映发行，只有1993年的《蝙蝠侠大战幻影人》和2017年的《樂高蝙蝠俠電影》是在影院发行的。
如果计算通货膨胀因素，蝙蝠侠系列电影在美国本土获得的票房折合2013年的电影票价总额达26亿4510万美元。

## 早期作品

### 《蝙蝠侠》和《蝙蝠侠与罗宾》短片集
《蝙蝠侠》是一部哥伦比亚电影公司发行，总长260分钟并分为15段的短片集。刘易斯·威尔森（Lewis Wilson）和道格拉斯·克罗夫特（分别扮演蝙蝠侠和罗宾，这也是电影史上首次有这两个人物出现在真人出演的电影中。片中的蝙蝠侠是第二次世界大战期间的一位联邦政府探员，而反派角色则是大日本帝国的一位探员。片中也首次展现了蝙蝠侠的洞窟和隐藏在大宅中的通道入口。《蝙蝠侠》于1943年7月16日发行，之后还于1965年重新发行，并且是从头连续放到尾，历时近4个半小时的“蝙蝠侠与罗宾之夜”。
1949年，哥伦比亚公司又推出了《蝙蝠侠与罗宾》，同样是15段短片集，总长263分钟。其中蝙蝠侠和罗宾分别由罗伯特·洛弗瑞（Robert Lowery）和约翰尼·邓肯（Johnny Duncan）主演，片中还新增了一个之后在多部蝙蝠侠电影中亮相的主要角色，警察局长吉姆·戈顿，该角色由莱尔·托伯特饰演。这一短片集于1949年5月26日发行。

### 《蝙蝠侠》（1966年）
1966年版的《蝙蝠侠》是首部出现蝙蝠侠的长片电影，拍摄成本为154万美元。亚当·威斯特扮演蝙蝠侠，伯特·沃德饰演罗宾，弗兰克·乔辛出演谜语人，尼尔·汉密尔顿诠释詹姆斯·戈顿，阿兰·纳皮尔扮演蝙蝠侠的管家阿尔弗莱德·潘尼沃斯，恺撒·罗摩洛饰演小丑，布吉斯·梅迪斯出演企鹅人，李·麦瑞威瑟诠释猫女等。影片于1966年7月30日上映，之后发行录像带在美国和加拿大的出租收入约为170万美元。

## 提姆·波頓系列

### 前期理念
1970年代末，蝙蝠侠的受欢迎程度開始逐渐消退。哥伦比亚广播公司有兴趣制作一部“蝙蝠侠在外太空”的电影。制片人迈克尔·乌斯兰和本杰明·梅尼克（Benjamin Melniker）于1979年4月从DC漫画购买了蝙蝠侠的电影版权。乌斯兰希望可以“拍出无法超越的、黑暗的、严肃版本的蝙蝠侠，就像鲍勃·凯恩和比尔·芬格在1939年所设想的蝙蝠俠的設定那样：一只属于夜晚的生物，在阴影之下跟踪犯罪分子”。他们联系了理查德·麦鲍姆来创作剧本，并打算请盖伊·汉弥尔顿执导，但两人都拒绝了这个提议。乌斯兰联系了包括哥伦比亚电影公司和联艺公司在内的多家制片公司推销自己的理念，但对方均未接受，因为他们都希望电影可以和1960年代的同名电视剧一样，有类似坎普风的感觉。
感到失望的乌斯兰于是撰写了一个题为《蝙蝠侠归来》的剧本，以便业界能够对他的思路有一个更直观的认识。乌斯兰之后将其中的黑暗基调与《蝙蝠侠：黑暗骑士归来》相比，他的剧本比后者要早6年问世。1979年11月，制片人乔恩·彼得斯和彼得·古伯加入了这个项目，4位制片人感觉最好是以《超人》的模式来开发这部电影。乌斯兰、梅尼克和古伯一起联系了环球影业，但对方还是拒绝了这个方案。虽然还没有哪个制片公司加入，但项目却在1981年末公开予以宣布，预算金额为1500万美元，之后华纳兄弟公司决定接手。
1983年6月，汤姆·曼凯维奇完成了一个叫《蝙蝠侠》（The Batman）的剧本，其中主要涉及的是蝙蝠侠和迪克·格雷森的起源，剧本中的反面角色是小丑和鲁伯特·索恩（Rupert Thorne），茜尔沃·圣克劳德（Silver St. Cloud）则是蝙蝠侠的浪漫情人。曼凯维奇从史蒂夫·英格哈特创作的限量发行系列作品《蝙蝠侠：奇异的幻象》中获取了灵感。曾与英格哈特在《蝙蝠侠：奇异的幻象》中合作的漫画艺术家马歇尔·罗杰斯受聘负责概念艺术。1983年末，公司宣布《蝙蝠侠》将于1985年中期上映，预算为2000万美元。乌斯兰起初的设想是找一位无名小卒扮演蝙蝠侠，威廉·霍尔登出演詹姆斯·戈顿，大卫·尼文饰演阿尔弗莱德·潘尼沃斯，但霍尔登和尼文已经分别于1981和1983年逝世，所以这一设想已经不可能实现。多位电影人对曼凯维奇的剧本产生了兴趣，其中包括伊万·雷特曼和乔·丹特:70-83。还有9位编剧各编写了一个剧本，其中大部分是基于《蝙蝠侠：奇异的幻象》改编。不过曼凯维奇的剧本仍然在项目中占据主导地位。

### 《蝙蝠侠》（1989年）

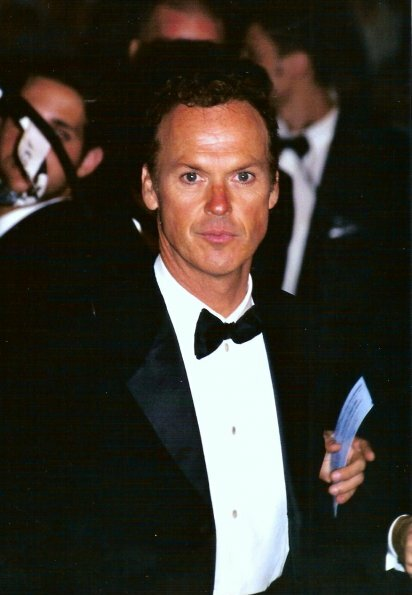
迈克尔·基顿（摄于2002年）在《蝙蝠侠》和《蝙蝠侠归来》中饰演蝙蝠侠

1986年，蒂姆·波顿接过了执导首部电影的职位，史蒂夫·英格哈特和朱莉·希克森（Julie Hickson）编写了一个创作大纲，之后山姆·哈姆（Sam Hamm）撰写了首部剧本。多位一线演员都曾考虑出演蝙蝠侠，但最终获选的是迈克尔·基顿。这一选择引起了争议，因为到1988年的时候，他已经因为出演大量雷同的角色而被认为只是一位喜剧演员，所以许多人都怀疑他是否能够胜任扮演严肃角色。杰克·尼科尔森接受了小丑一角，不过他要求的报酬非常高，电影上映后的票房收入他也有提成，而且拍摄日程还要照顾其行程安排。据报道，尼科尔森最终获得的薪金高达5000万美元。电影的主体拍摄工作于1988年10月至1989年1月在英格兰白金汉郡艾佛希斯的松林制片厂进行。拍摄预算从3000万美元不断升级到了4800万美元，1988年美国编剧协会罢工迫使哈姆退出。沃伦·斯卡伦（Warren Skaaren）、查尔斯·麦肯恩（Charles McKeown）和乔纳森·格姆斯（Jonathan Gems）改写了剧本:145。《蝙蝠侠》上映后获得了好评，打破了票房纪录，并赢得第62届奥斯卡金像奖艺术指导奖，票房超过4.1亿美元 ，开创了现代超级英雄电影的新纪元。

### 《蝙蝠侠归来》（1992年）
由于拍摄《蝙蝠侠》的经历并不愉快，波顿起初不打算导演续集。山姆·哈姆创作的初稿剧本中由企鹅人和猫女搜寻隐藏的财宝，不过丹尼尔·沃特斯（Daniel Waters）编写的剧本改变了波顿的主意，他决定继续执导。韦斯利·斯崔克（Wesley Strick）也作了改写，删除了哈维·登特和罗宾两个角色的内容，并重写了高潮戏段，但他的名字没有出现在主创人员名单中。多位一线女演员争相出演猫女一角，最终米歇尔·菲佛入选，丹尼·德维托也签约饰演企鹅人。电影的拍摄工作于1991年6月在加利福尼亚州的伯班克启动。《蝙蝠侠归来》上映后商业上获得了成功，但华纳兄弟却感到有些失望，因为续集的票房没能超越前作:102-114。《蝙蝠侠归来》获得了普遍的好评，不过有批评电影中所含的暴力内容和对性含沙射影的讽刺而不适合儿童观看:102-114，麦当劳停止了开心乐园餐和电影的商业搭配。

## 乔·舒马赫系列

### 《永远的蝙蝠侠》（1995年）

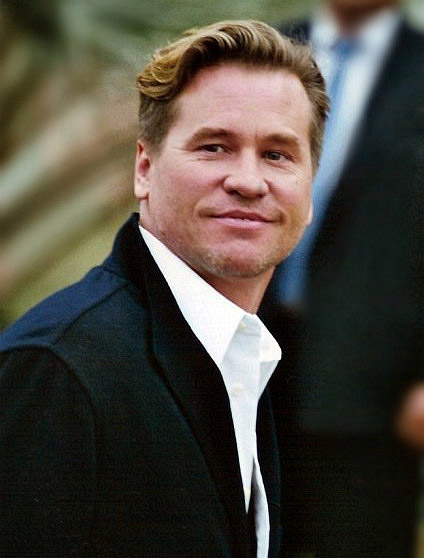
方·基默（摄于2005年）在《永远的蝙蝠侠》中出演蝙蝠侠

虽然《蝙蝠侠归来》在商业上获得了成功，但华纳兄弟公司觉得其表现应该还可以更好。所以他们决定把这一系列的发展方向朝主流角度转变。乔·舒马赫为此取代了蒂姆·波顿成为新作品的导演，而波顿还是留了下来出任制片人。不过迈克尔·基顿对电影系列的新方向感到不满，于是方·基默接替他出演蝙蝠侠，克里斯·奥唐纳将以另一位超级英雄罗宾的形象登场，金·凯瑞和汤米·李·琼斯出场反派角色。《永远的蝙蝠侠》在1994年9月开拍，舒马赫在与基默和琼斯沟通上遇到了问题。影片于1995年6月16日上映并获得了商业上的成功，全球票房超过3.36亿美元，并获得了3项奥斯卡金像奖提名，但在专业评价方面褒贬不一。

### 《蝙蝠侠与罗宾》（1997年）

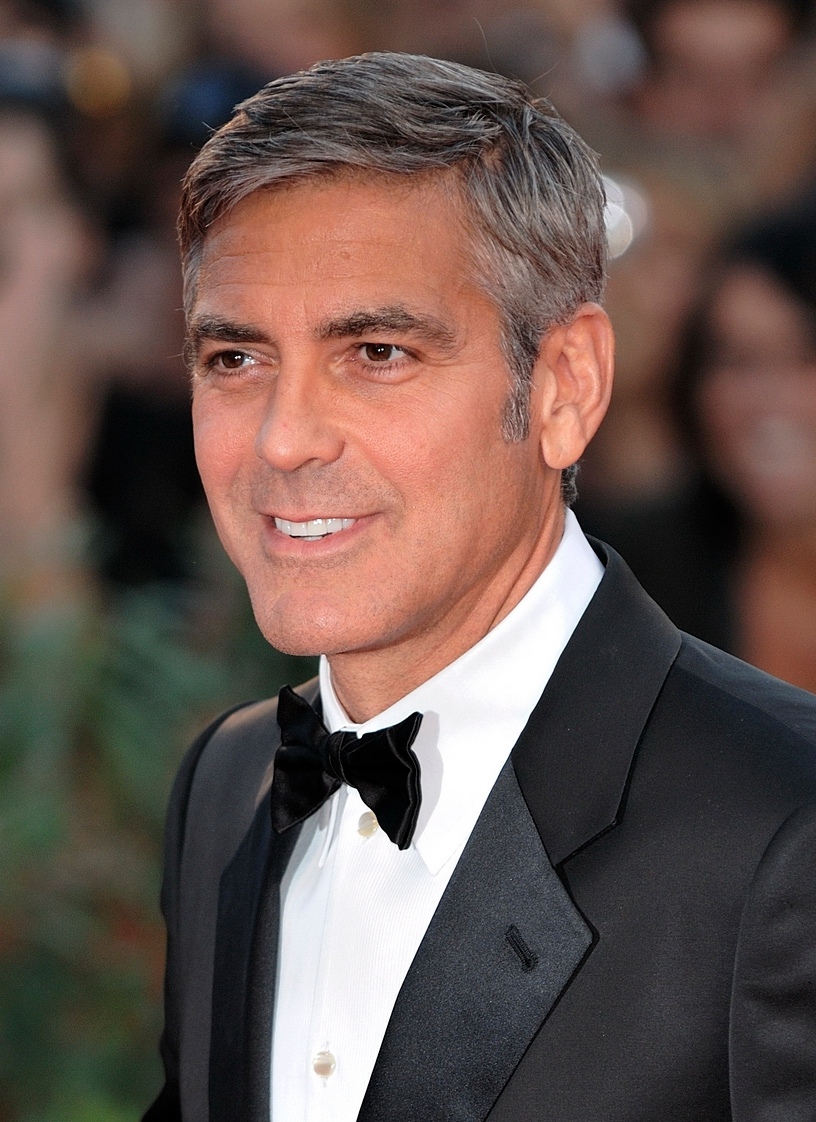
乔治·克鲁尼（摄于2009年）在《蝙蝠侠与罗宾》中诠释蝙蝠侠

《永远的蝙蝠侠》上映后华纳兄弟公司很快开始了《蝙蝠侠与罗宾》的开发，并坚称要在1997年6月发行。方·基默由于档期上与《圣徒》上存在冲突而退出，于是公司请来乔治·克鲁尼接棒。阿诺德·施瓦辛格出演急冻人，乌玛·瑟曼扮演毒藤女，艾丽西亚·希尔维斯通饰演蝙蝠女孩，而克里斯·奥唐纳则继续诠释罗宾。电影的主体拍摄工作于1996年9月开始，1997年1月结束，比计划提前了两个星期。《蝙蝠侠与罗宾》于1997年6月20日上映，获得的评价很不理想。评论家批评了电影的坎普风倾向和玩具炒作，以及舒马赫在片中增加的对同性恋含沙射影的讽刺。电影在商业上仍然得到成功，但与之前三部相比都有不及，也是真人出演的蝙蝠侠系列长片电影中最不卖座的一部。電影的北美票房並未回本，不過加計全球票房後電影仍獲得了利潤。《蝙蝠侠与罗宾》还获得了多项金酸莓奖提名，被评为史上最差超级英雄电影。

### 第五部电影的提议

#### 《蝙蝠侠的胜利》
《蝙蝠侠与罗宾》拍摄期间，华纳兄弟公司对电影的样片非常满意，于是他们马上决定请乔·舒马赫继续回归执导一部续集。但已经在《永远的蝙蝠侠》和《蝙蝠侠与罗宾》中两次与舒马赫合作过的编剧阿齐瓦·高斯曼拒绝了这个工作机会。1996年末，华纳兄弟公司与舒马赫请来马克·鲁罗托塞维奇（Mark Protosevich）来编写第5部蝙蝠侠电影的剧本，并宣布电影将于1999年中期上映。鲁罗托塞维奇的剧本题为《蝙蝠侠的胜利》，其中以稻草人为大反派，这个角色计划由广播电台谈话节目主持人霍华德·斯特恩出演。小丑也将在蝙蝠侠被稻草人的毒素影响时以其幻觉的形式回归，并且小丑的女儿也将现身，试图找蝙蝠侠报杀父之仇。另外出场的反派配角还有疯狂帽客（Mad Hatter），这个角色与《永远的蝙蝠侠》中吉姆·凯瑞出演的角色比较类似。乔治·克鲁尼、克里斯·奥唐纳、艾丽西亚·希尔维斯通都计划分别回归出演蝙蝠侠、罗宾和蝙蝠女孩。然而，当《蝙蝠侠与罗宾》所获评价惨不忍睹，并且票房上也没能超越之前的三部作品时，华纳兄弟也打起了退堂鼓。公司决定最好还是在一部《未来的蝙蝠侠》（Batman Beyond）真人动作电影，或是改编弗兰克·米勒的《蝙蝠侠：元年》两者之间选择一个比较合适的。舒马赫感觉自己“亏欠蝙蝠侠文化一部真正的《蝙蝠侠》电影，我要返璞归真来给这位黑暗骑士一个黑暗的描绘”。他于1998年中期联系了华纳兄弟公司希望可以接拍《蝙蝠侠：元年》。

#### 《蝙蝠侠：黑骑士》
1998年中期，一位名叫李·夏皮洛（Lee Shapiro）的漫画小说粉丝和史蒂芬·怀斯（Stephen Wise）一起将一个题为《蝙蝠侠：黑骑士》（Batman: DarKnight）的剧本推荐到华纳兄弟公司。其中布鲁斯·韦恩放弃了自己打击犯罪的职业生涯，迪克·格雷森正在高谭大学念书，乔纳森·克莱恩博士是这所大学的心理学教授，也是阿卡漢精神病院（Arkham Asylum）的精神科医生。他利用自己的职务之便进行有关恐惧的实验。在对他的同事，柯克·兰斯通博士（Dr. Kirk Langstrom）进行的一场报复中，克莱恩意外地将柯克转变成了一只人形蝙蝠。高谭市民以为人形蝙蝠夜间的活动就是蝙蝠侠的嗜血回归，于是布鲁斯为了自己的名声而再次穿上蝙蝠战衣。柯克深受自己身上人与怪兽对抗的症状所苦，他渴望与爱妻团聚并找克莱恩报仇，而克莱恩被大学和精神病院开除后也想找每一个有责任的人报仇，并在这一过程中发现了自己过去的真相。华纳兄弟没有接受这个项目，而是倾向在《蝙蝠侠：元年》和《未来的蝙蝠侠》中作出选择。

## 其它提议

### 《蝙蝠侠：元年》和《未来的蝙蝠侠》
2000年1月，斯科特·罗森伯格（Scott Rosenberg）拒绝了为《蝙蝠侠：元年》编写剧本的机会。2000年中期，保罗·迪尼、尼尔·斯蒂芬森和鲍兹·亚金均获聘为《未来的蝙蝠侠》编写剧本，其中还计划由亚金出任导演，电影将根据华纳兄弟公司同名电影动画系列片改编。然而，华纳兄弟几乎立即就决定放弃《未来的蝙蝠侠》改为支持《蝙蝠侠：元年》。与此同时，华纳兄弟选择忽视乔·舒马赫所表达的意向，聘请达伦·阿伦诺夫斯基来担任《蝙蝠侠：元年》的编剧和导演阿伦诺夫斯基曾与弗兰克·米勒在一个最终被放弃的项目中合作过，他请来米勒与自己共同创作新电影的剧本。他们打算重启《蝙蝠侠》系列，“算是‘有些’基于漫画小说吧，”阿伦诺夫斯基说：“把有关蝙蝠侠你所能想到的一切全部抛弃掉！一切！我们要彻底地重新开始。”曾多次与阿伦诺夫斯基合作的马修·利巴提克获得了摄影师的职位。导演还联系了克里斯蒂安·贝尔请他出演蝙蝠侠，无独有偶，贝尔之后将出演《蝙蝠侠诞生》。华纳兄弟还在同时推进衍生作品《猫女》。然而到了2002年6月，公司又决定放弃《蝙蝠侠：元年》，改为支持《蝙蝠侠对超人》。

### 《蝙蝠侠对超人》
华纳兄弟放弃了J·J·艾布拉姆斯撰写的《超人飞越》（Superman: Flyby）剧本，这个项目之前已经获得了拍摄许可，但导演约瑟夫·麦克金提·尼彻（McG）决定退出接拍《霹雳娇娃：全速进攻》，公司于是联系沃尔夫冈·彼德森来执导。可到了2001年8月，安德鲁·凯文·沃克（Andrew Kevin Walker）向华纳兄弟公司提出了《蝙蝠侠对超人》的构思，于是公司又一次改变了主意，他们暂时搁置了艾布拉姆斯的剧本，不过彼德森仍然担任导演。之后公司还请来阿齐瓦·高斯曼对沃克的剧本进行改写。
高斯曼改写的剧本于2002年6月21日完成，故事中已经从打击犯罪的生涯中退休5年的布鲁斯·韦恩正经历一场精神崩溃，阿尔弗莱德·潘尼沃斯、詹姆斯·戈顿及迪克·格雷森均已故世，不过当他遇上美丽的伊丽莎白·米勒时一切问题似乎都迎刃而解了。与此同时，克拉克·肯特前不久刚与深爱的路易斯·莱恩离婚而郁郁寡欢，他与布鲁斯成了好友，并且还是对方与伊丽莎白·米勒成婚时的伴郎。然而两人度蜜月时，伊丽莎白被小丑所杀，布鲁斯因此不得不再次穿上蝙蝠侠战衣并决心报仇，但超人不希望他意气用事于是加以劝阻。伤心而愤怒的布鲁斯发现这一事件还牵涉到雷克斯·路瑟于是寻求超人的帮助。但克拉克又与另一位女子陷入了情网，因此拒绝了布鲁斯的请求。布鲁斯为此将伊丽莎白的惨死怪责在克拉克身上，两人变得敌对起来。不过当蝙蝠侠和超人发现这一切原来正是路瑟的一个大阴谋时，他们决定联合起来阻止他。
克里斯蒂安·贝尔和乔什·哈奈特分别拒绝了出演蝙蝠侠和超人的邀请，原计划在2003年初开始电影的主体拍摄工作，拍摄周期约为5至6个月，发行日期预计为2004年中期。可是在华纳兄弟已经为《蝙蝠侠对超人》给出拍摄许可一个月后，导演彼得森选择接拍《特洛伊》而退出，于是公司决定暂时搁置拍摄，转而开发一个新的《蝙蝠侠》重启系列。彼得森之后还是表示有兴趣执导《蝙蝠侠对超人》，布莱恩·辛格也有同样的想法。在2007年电影《我是传奇》的片头，时代广场上有一条巨大的横幅上面显示着超人和蝙蝠侠的标志。这正是撰写了《蝙蝠侠对超人》和《我是传奇》剧本的阿齐瓦·高斯曼在片中所开的玩笑。

## 黑暗騎士三部曲

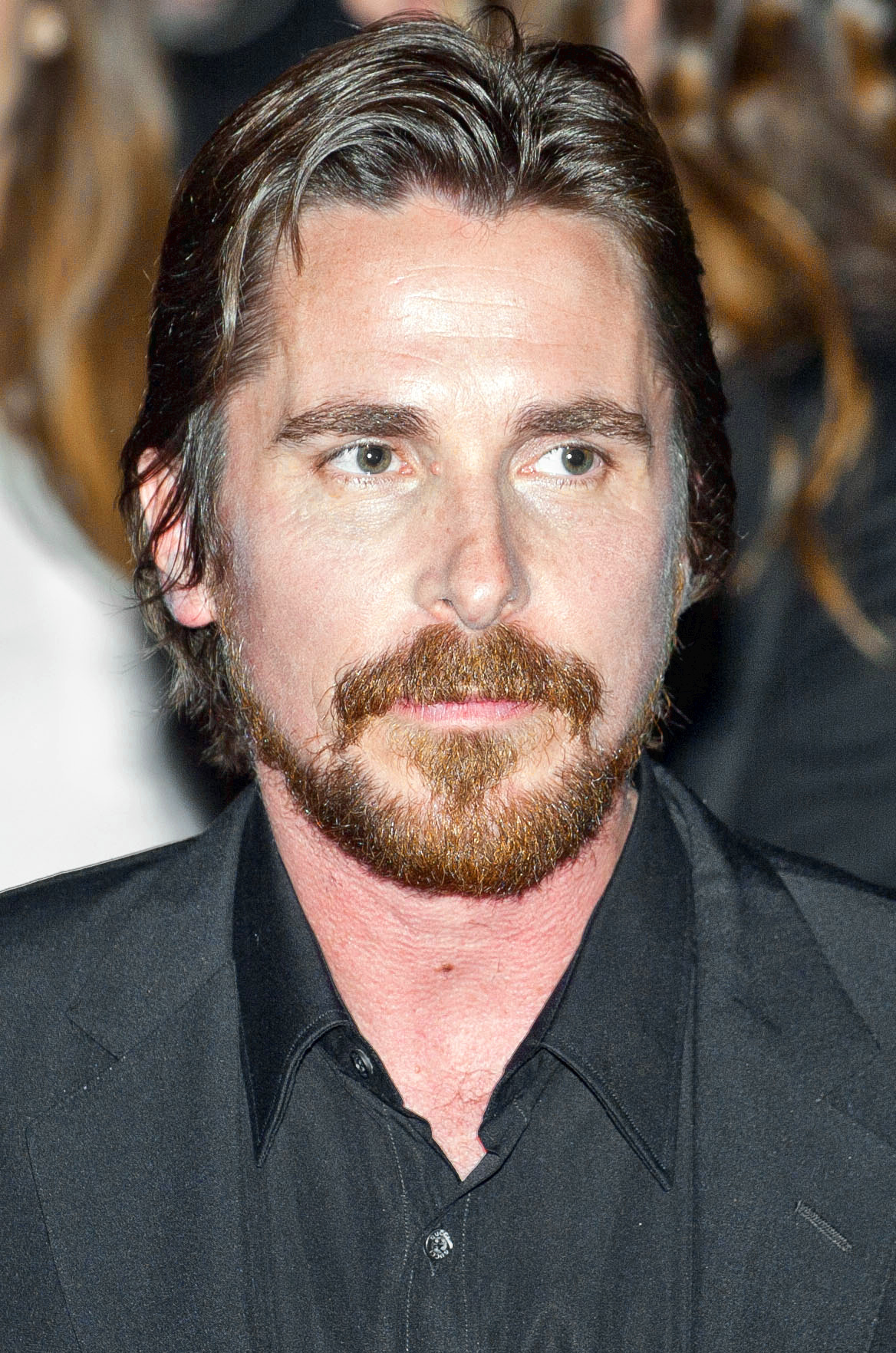
克里斯汀·貝爾在《黑暗騎士三部曲》中扮演蝙蝠侠

### 《蝙蝠俠：開戰時刻》（2005年）
身為导演兼编剧的克里斯托弗·诺兰和另一位编剧大卫·S·高耶于2003年初开始为《蝙蝠俠：開戰時刻》出力，旨在建立一个更黑暗、更逼真的基调，人性和现实主义将成为电影的基础。电影的拍摄工作主要是在英国和芝加哥进行的，电影的中特技镜头主要使用的是传统的特技手段和比例模型，尽可能少用电脑绘图来达成。克里斯汀·貝爾扮演蝙蝠侠，连姆·尼森饰演忍者大师（一度伪装成亨利·杜卡德），席尼·墨菲出演稻草人，凯蒂·霍姆斯诠释蝙蝠侠青梅竹马的邻家女孩瑞秋·道斯。此外，电影还特别制作了一辆新的蝙蝠车和蝙蝠衣。
《蝙蝠俠：開戰時刻》于2005年6月15日上映，获得了商业和评论上的双丰收。在美国和加拿大的3858家电影院首周入账即达4800万美元，全球总票房3.74亿美元，烂蕃茄上的“新鲜度”为85%。评论家指出恐惧是一个贯穿电影始终的主题，并表示与以往的电影相比，《蝙蝠俠：開戰時刻》的基调也更加阴暗。影片获得了第78届奥斯卡金像奖摄影奖提名，另外还有3项英国电影学院奖提名，并在《帝国》杂志上评选的史上500部最佳电影中名列第81位，截止2013年6月仍然保持在互联网电影数据库上的“Top 250”中。

### 《蝙蝠侠：黑暗骑士》（2008年）
克里斯托弗·诺兰继续出任导演，并请来他的弟弟強納森一起编写续集的剧本，克里斯汀·貝爾也回归《蝙蝠侠：黑暗骑士》继续扮演蝙蝠侠。希斯·莱杰和艾伦·艾克哈特加盟分别饰演小丑和双面人哈维·丹特。电影的主体拍摄工作于2007年4月至11月在芝加哥进行，其它拍摄地点包括英国和香港。2008年1月22日，已经参加完电影拍摄的希斯·莱杰因处方药品事故不幸逝世，年仅28岁。华纳兄弟公司原本为《蝙蝠侠：黑暗骑士》展开了病毒营销，开发了宣传网站和预告片，还使用了莱杰扮演小丑的醒目照片。不过莱杰去世后，公司也重新调整了宣传手段。电影获得了很好的评价，并且创下了多项票房方面的纪录，全球电影票房收入更突破10亿美元，並成為首部全球票房逾10億美元的蝙蝠俠電影和2008年全球票房最高的電影，以及克里斯多福·諾蘭首部全球票房逾10億美元的電影；此外影片还在第81届奥斯卡金像奖角逐中获得了8项提名，并最後拿下音效剪辑奖和男配角奖（希斯·莱杰）。

### 《黑暗騎士：黎明昇起》（2012年）
《蝙蝠侠：黑暗骑士崛起》是诺兰蝙蝠侠三部曲的收山之作，他希望这部电影的故事情节可以让他在情感上保持投入。“在一个更加表面化的层次上，我必须思考一个问题”，他说，“有哪些系列的第三部电影被认为是一部佳作？”他重新回到起点来寻找一个必要的方式继续这个故事，但担心会在拍摄中途时发现续集变得有些多余。2008年12月，诺兰初步完成了一个故事大纲，然后接拍了《盗梦空间》。2010年2月，大卫·S·高耶和乔纳森·诺兰开始创作剧本。之后高耶离开去参加《超人：钢铁之躯》的拍摄，而乔纳森则继续根据自己哥哥和高耶的构想进行编写。汤姆·哈迪和安妮·海瑟薇也加盟本片分别出演班恩和猫女。喬瑟夫·高登-李維获选出演约翰·布莱克，此外加盟的还有玛丽昂·歌迪亚，电影于2011年5月开拍至11月结束。诺兰选择不采用3D技术来进行拍摄，不过使用了IMAX格式来提高画面质量和规模，希望可以在保持电影与前两部风格一致的同时也可以推动技术的进步。诺兰与IMAX副总裁大卫·奈特利有过数次会面，商讨在数字IMAX影院放映的物流运输安排。《蝙蝠侠：黑暗骑士崛起》中使用IMAX拍摄的镜头数量要多于《蝙蝠侠：黑暗骑士》。摄影师瓦利·費思特曾表示有意将整部电影都用IMAX拍摄。
《蝙蝠侠：黑暗骑士崛起》上映后获得了不錯的评价，并且票房上更胜前作，达到10.81亿美元，使其成為第二部全球票房逾10億美元的蝙蝠俠系列電影作品。

## 三部曲後
2011年3月，华纳兄弟公司总裁杰夫·罗宾诺夫（Jeff Robinov）表示下一部蝙蝠侠电影将会是一次重新创作，克里斯托弗·诺兰与艾玛·托马斯夫妇将共同担任制片人。但是，两人决定从事其他项目。在接受《SFX》采访时托马斯表示，“三部曲的一个好处就是感觉你可以有始有终，就像是一部普通的电影可以拍得特别长。我实在看不出他（诺兰）还能保持兴趣另拍一部基本上只是盘旋在不同坏蛋之间的电影。”有报道称下一次蝙蝠侠重现大银幕将是在正义联盟电影后，因此这个角色将引入正义联盟电影中，而不会再有单独作为主角的作品，并且还会成为DC电影宇宙的一部分。但到了2013年3月，又有克里斯托弗·诺兰将负责拍摄所有与DC漫画宇宙有关角色电影的传闻浮出水面，称他将与《超人：钢铁之躯》的导演扎克·施奈德一起制作一部正义联盟电影，其中施奈德还有考虑执导。报道中还称克里斯蒂安·贝尔将继续出演蝙蝠侠，而贝尔则表示如果有诺兰的参与，他愿意继续。在《蝙蝠侠：黑暗骑士崛起》的结尾，约瑟夫·高登-莱维特扮演的约翰·布莱克继承了蝙蝠洞，有观点认为这意识着将来可能会有衍生作品。但高登-莱维特之后表示，《蝙蝠侠：黑暗骑士崛起》的确是诺兰蝙蝠侠系列电影的收山之作。安妮·海瑟薇表示自己有意继续出演塞琳娜·凯尔一角，她也承认只要有诺兰的参与，她愿意单独接拍一部《猫女》电影。

## DC擴展宇宙

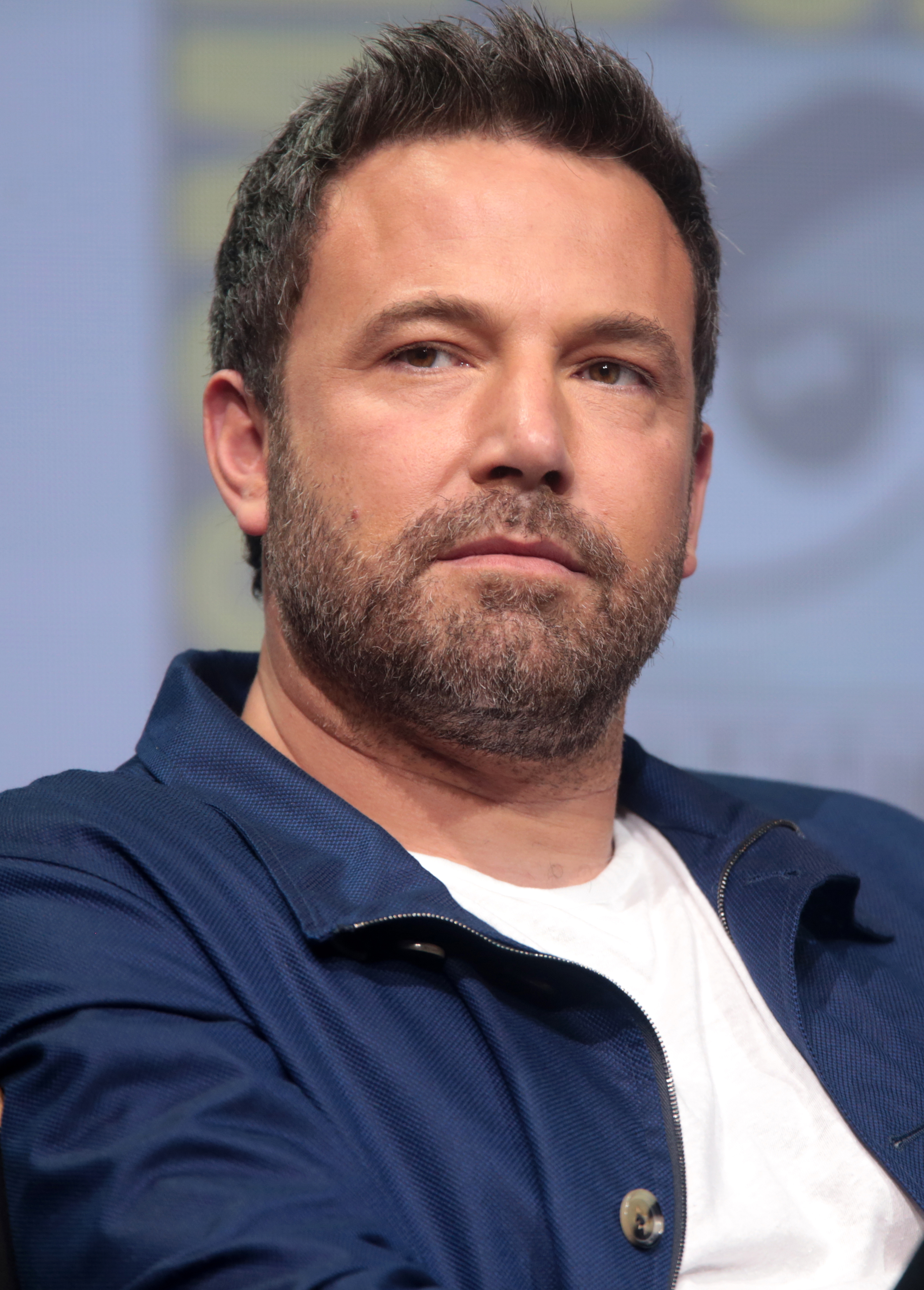
班·艾佛列克在DC擴展宇宙中扮演蝙蝠侠

### 《蝙蝠侠大战超人：正义黎明》（2016年）
2013年6月13日，华纳兄弟公司的一位知情人透露他们正在讨论制作更多有关超人、蝙蝠侠、神奇女侠和水行侠的电影，高耶透露《正义联盟》中将会有一位新的蝙蝠侠。華納兄弟宣布，超人和蝙蝠俠的合體，將是《超人鋼鐵英雄》（2013年）後續的新電影，預計發布於2015年。據史奈德表示，該電影的靈感取自於《蝙蝠俠：黑暗騎士歸來》。高耶在2013年聖地亞哥國際動漫展超人75週年活動中表示，續集的片名有可能是《超人大戰蝙蝠俠》（Superman Vs Batman）或《蝙蝠俠大戰超人》（Batman Vs Superman）。這部電影於2014年在多倫多開拍，而不是像《超人：鋼鐵英雄》是在溫哥華拍攝。
2013年8月22日，《好萊塢報導》宣布由班·艾佛列克飾演布魯斯·韋恩 / 蝙蝠俠。2014年1月17日，宣布電影已從原來的2015年7月17日被延期到2016年5月6日，稱是為了給製片人「有時間來充分實現他們的願景，考慮到複雜的視覺性故事」。後來電影的上映日又改為2016年3月25日。

### 《自殺突擊隊》（2016年）
2009年2月，華納兄弟正開發一部自殺小隊電影，林暐監製，賈斯汀·馬克斯編劇。2014年9月，大衛·艾亞簽約執導並撰寫該電影的劇本，查爾斯·羅文也會於其中擔任監製。2014年11月和2015年3月，宣布威爾·史密斯、瑪格·羅比、艾德瓦利·亞肯努耶-阿嘉巴傑與傑瑞德·雷托將分別飾演死射、哈莉·奎茵、殺手鱷及小丑。

### 《正義聯盟》（2017年）
在《超人：鋼鐵英雄》完成不久後，華納兄弟聘請威爾·比爾於2012年6月為新的正義聯盟電影撰寫劇本。隨著《超人：鋼鐵英雄》在2013年6月上映，高耶受雇編寫新劇本，而貝歐的版本則被廢棄。2014年4月，宣布查克·史奈德將根據高耶的劇本執導該部正義聯盟電影。據報，華納兄弟在見到克里斯·泰瑞歐於《蝙蝠俠對超人：正義曙光》中的編劇表現後對其印象深刻，便請他重寫《正義聯盟》的電影劇本。

### 《查克·史奈德之正義聯盟》（2021年）
查克·史奈德版本的正義聯盟是2017年院線版本的重製版，並有著諸多的不同，包括大幅度延長和修改的劇情，以及全新的配樂，畫面顏色被調暗，荒原狼的盔甲被重新塑造成銀色，超人的戰衣亦被修改成黑色，戰鬥片段亦有不同程度的修改，部分更被完全重拍，而且並不包含由喬斯·溫登所拍攝的任何鏡頭，整部電影全長超過4小時，是一部新版本的電影。

## 蝙蝠俠傳奇

### 《蝙蝠侠》（2022年）
由马特·里夫斯执导，罗伯特·帕丁森出演蝙蝠侠。

## DC宇宙

### 《智勇悍將》
由安迪·馬希提执导。

## 动画片

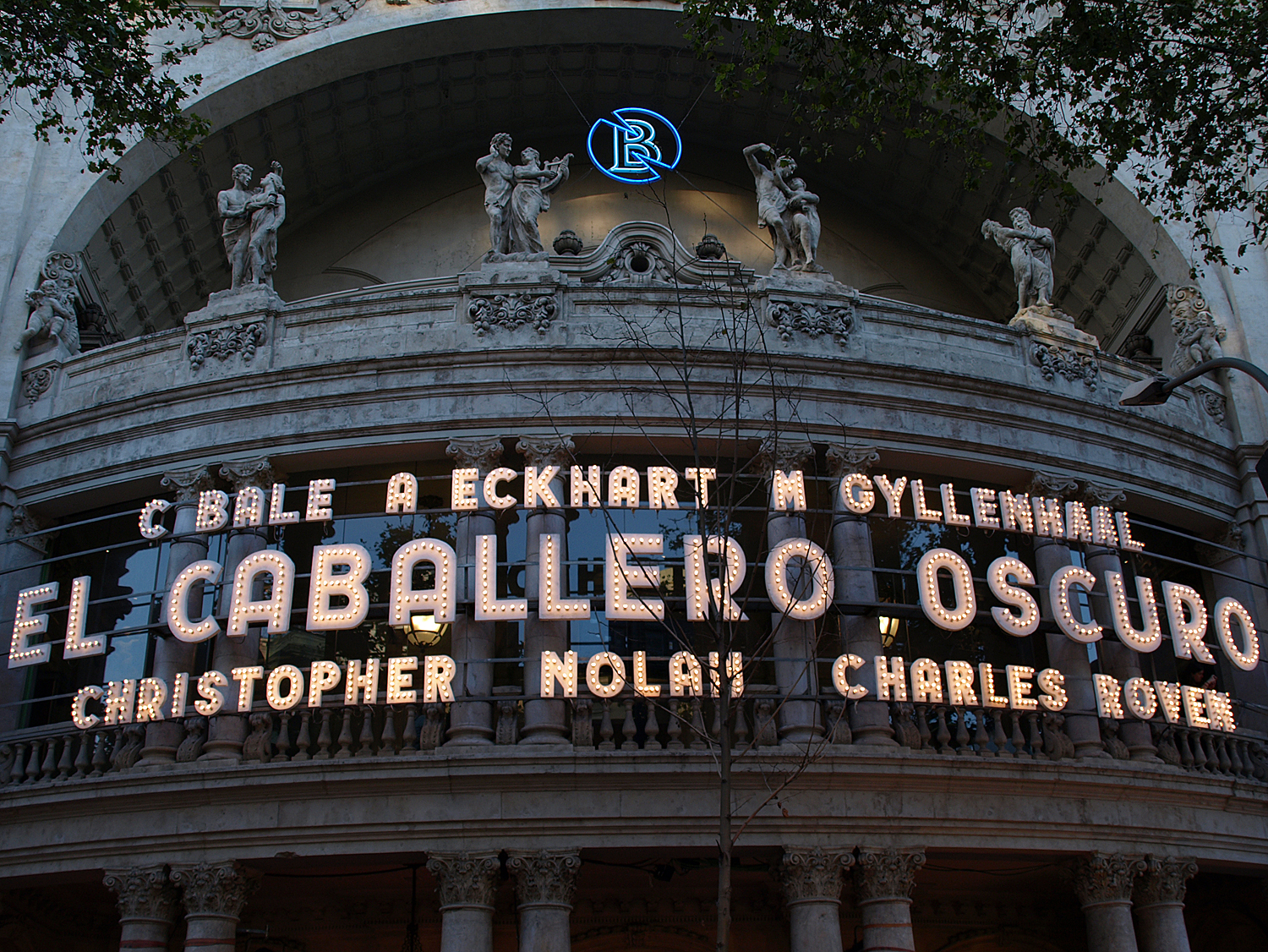
一个关于黑暗骑士的主题影院

截止2013年6月，《蝙蝠侠大战幻影人》是唯一一部在电影院发行的蝙蝠侠主题动画电影，于1993年圣诞节上映，片长76分钟，不过商业上不大理想，600万的预算只换来561万7391美元票房，之后靠家用媒体发行才赚回投资。影片的几位主要配音演员为：凯文·康瑞为蝙蝠侠配音，马克·哈米尔为小丑配音，小埃弗伦·津巴利斯特为阿福·潘尼沃斯配音，鲍勃·黑斯廷斯为警察局长詹姆斯·高登配音，史戴西·奇屈为幻影人配音，达娜·德拉尼为布鲁斯·韦恩心仪的女子安德丽娅·比蒙特配音。
除《蝙蝠侠大战幻影人》外，其它的蝙蝠侠动画影片都是通过录像带发行的，如1998年的《蝙蝠侠大战急冻人》，2000年的《未来蝙蝠侠：小丑归来》，2003年的《蝙蝠侠：神秘的女蝙蝠侠》，2005年的《蝙蝠侠大战德古拉》，2008年的《正义联盟：新的边际》和《蝙蝠侠：哥谭骑士》，2009年的《超人与蝙蝠侠：公众之敌》，2010年的《正义联盟：两个地球的危机》、《蝙蝠侠：红影迷踪》、《超人与蝙蝠侠：启示录》、2011年的《蝙蝠侠：元年》，2012年的《正义联盟：毁灭》，2012至2013年分别发行第一和第二部分的《蝙蝠侠：黑暗骑士归来》。

## 主要演员
| 布鲁斯·韦恩 蝙蝠侠       | 亚当·韦斯特   | 迈克尔·基顿      | 迈克尔·基顿     | 方·基默         | 乔治·克鲁尼         | 克里斯蒂安·贝尔    | 克里斯蒂安·贝尔          | 克里斯蒂安·贝尔    | 班·艾佛列克迈克尔·基顿 | 班·艾佛列克迈克尔·基顿 | 班·艾佛列克迈克尔·基顿 | 班·艾佛列克迈克尔·基顿 | 班·艾佛列克迈克尔·基顿 | 羅伯·派汀森   |  |  |
| 阿尔弗莱德·潘尼沃斯      | 阿兰·纳皮尔   | 迈克尔·高夫      | 迈克尔·高夫     | 迈克尔·高夫     | 迈克尔·高夫         | 迈克尔·凯恩        | 迈克尔·凯恩              | 迈克尔·凯恩        | 傑瑞米·艾朗            |                        | 傑瑞米·艾朗            | 傑瑞米·艾朗            |                        | 安迪·瑟克斯   |  |  |
| 詹姆斯·戈顿              | 尼尔·汉密尔顿 | 帕特·亨格尔      | 帕特·亨格尔     | 帕特·亨格尔     | 帕特·亨格尔         | 加里·奥德曼        | 加里·奥德曼              | 加里·奥德曼        |                        |                        | J·K·西蒙斯             | J·K·西蒙斯             |                        | 傑佛瑞·懷特   |  |  |
| 迪克·格雷森 罗宾         | 波特·瓦德     |                  |                 | 克里斯·奥唐纳   | 克里斯·奥唐纳       |                    |                          |                    |                        |                        |                        |                        |                        |               |  |  |
| 小丑                     | 恺撒·罗摩洛   | 杰克·尼科尔森    |                 |                 |                     |                    | 希斯·莱杰                |                    |                        | 傑瑞德·雷托            |                        | 傑瑞德·雷托            |                        |               |  |  |
| 企鹅人                   | 布吉斯·梅迪斯 |                  | 丹尼·德维托     |                 |                     |                    |                          |                    |                        |                        |                        |                        |                        | 柯林·法洛     |  |  |
| 猫女                     | 李·麦瑞威瑟   |                  | 米歇尔·菲佛     |                 |                     |                    |                          | 安妮·海瑟薇        |                        |                        |                        |                        |                        | 柔伊·克拉維茲 |  |  |
| 谜语人                   | 弗兰克·乔辛   |                  |                 | 吉姆·凯瑞       |                     |                    |                          |                    |                        |                        |                        |                        |                        | 保羅·迪諾     |  |  |
| 哈维·登特 双面人         |               | 比利·迪·威廉姆斯 |                 | 汤米·李·琼斯    |                     |                    | 艾伦·艾克哈特            | 艾伦·艾克哈特      |                        |                        |                        |                        |                        |               |  |  |
| 急冻人                   |               |                  |                 |                 | 阿诺德·施瓦辛格     |                    |                          |                    |                        |                        |                        |                        |                        |               |  |  |
| 毒藤女                   |               |                  |                 |                 | 乌玛·瑟曼           |                    |                          |                    |                        |                        |                        |                        |                        |               |  |  |
| 班恩                     |               |                  |                 |                 | 罗伯特·斯文森       |                    |                          | 汤姆·哈迪          |                        |                        |                        |                        |                        |               |  |  |
| 忍者大师                 |               |                  |                 |                 |                     | 连姆·尼森 / 渡边谦 |                          | 连姆·尼森          |                        |                        |                        |                        |                        |               |  |  |
| 塔莉亞·奧·古             |               |                  |                 |                 |                     |                    |                          | 玛丽昂·歌迪亚      |                        |                        |                        |                        |                        |               |  |  |
| 稻草人                   |               |                  |                 |                 |                     | 希里安·墨菲        | 希里安·墨菲              | 希里安·墨菲        |                        |                        |                        |                        |                        |               |  |  |
| 卡尔米·法尔科            |               |                  |                 |                 |                     | 汤姆·威尔金森      |                          |                    |                        |                        |                        |                        |                        | 約翰·特托羅   |  |  |
| 萨尔·马罗尼              |               |                  |                 | 丹尼斯·帕拉迪诺 |                     |                    | 埃里克·罗伯茨            |                    |                        |                        |                        |                        |                        |               |  |  |
| 維琪·維爾                |               | 金·贝辛格        |                 |                 |                     |                    |                          |                    |                        |                        |                        |                        |                        |               |  |  |
| 卢修斯·福克斯            |               |                  |                 |                 |                     | 摩根·弗里曼        | 摩根·弗里曼              | 摩根·弗里曼        |                        |                        |                        |                        |                        |               |  |  |
| 亚历山大·诺克斯          |               | 罗伯特·乌尔      |                 |                 |                     |                    |                          |                    |                        |                        |                        |                        |                        |               |  |  |
| 麦克斯·施莱克            |               |                  | 克里斯托弗·沃肯 |                 |                     |                    |                          |                    |                        |                        |                        |                        |                        |               |  |  |
| 蔡斯·梅里黛恩博士        |               |                  |                 | 妮可·基德曼     |                     |                    |                          |                    |                        |                        |                        |                        |                        |               |  |  |
| 舒格                     |               |                  |                 | 德鲁·巴里摩尔   |                     |                    |                          |                    |                        |                        |                        |                        |                        |               |  |  |
| 芭芭拉·威尔森 蝙蝠女孩   |               |                  |                 |                 | 艾丽西亚·希尔维斯通 |                    |                          |                    |                        |                        |                        |                        |                        |               |  |  |
| 威廉·厄尔                |               |                  |                 |                 |                     | 鲁特格尔·哈尔      |                          |                    |                        |                        |                        |                        |                        |               |  |  |
| 蕾切尔·道恩斯            |               |                  |                 |                 |                     | 凯蒂·霍姆斯        | 玛吉·吉伦哈尔            | 玛吉·吉伦哈尔      |                        |                        |                        |                        |                        |               |  |  |
| 拉米雷斯警探             |               |                  |                 |                 |                     |                    | 莫尼克·加布里埃拉·库尔内 |                    |                        |                        |                        |                        |                        |               |  |  |
| 约翰·布莱克              |               |                  |                 |                 |                     |                    |                          | 约瑟夫·高登-莱维特 |                        |                        |                        |                        |                        |               |  |  |
| 亞歴山大·「雷克斯」·路瑟 |               |                  |                 |                 |                     |                    |                          |                    | 傑西·艾森柏格          |                        | 傑西·艾森柏格          |                        |                        |               |  |  |

## 反响

### 票房表现
| 片名                                                      | 北美发行日期   | 票房（美元）   | 票房（美元）   | 票房（美元）   | 预算（美元） | 来源            |
| 片名                                                      | 北美发行日期   | 北美           | 海外           | 全球           | 预算（美元） | 来源            |
| --------------------------------------------------------- | -------------- | -------------- | -------------- | -------------- | ------------ | --------------- |
| 《蝙蝠俠》（1966）                                        | 1966年7月30日  | $1,700,000     | 未知           | $1,700,000     | $150萬       | [ 158 ] [ 159 ] |
| 《蝙蝠俠》（1989）                                        | 1989年6月23日  | $251,409,241   | $160,160,000   | $411,569,241   | $3500萬      | [ 160 ]         |
| 《蝙蝠俠大顯神威》                                        | 1992年6月19日  | $162,924,631   | $103,990,656   | $266,915,287   | $8000萬      | [ 161 ]         |
| 《蝙蝠俠：幽靈的面具》                                    | 1993年12月25日 | $5,635,204     | 未知           | $5,635,204     | 未知         | [ 162 ]         |
| 《永遠的蝙蝠俠》                                          | 1995年6月16日  | $184,069,126   | $152,498,032   | $336,567,158   | $1億         | [ 36 ]          |
| 《蝙蝠俠與羅賓》                                          | 1997年6月20日  | $107,353,792   | $130,881,927   | $238,235,719   | $1.25億      | [ 163 ]         |
| 《蝙蝠俠：開戰時刻》                                      | 2005年6月15日  | $206,863,479   | $166,809,514   | $373,672,993   | $1.5億       | [ 164 ]         |
| 《黑暗騎士》                                              | 2008年7月18日  | $534,987,076   | $471,115,201   | $1,006,102,277 | $1.85億      | [ 165 ]         |
| 《黑暗騎士：黎明昇起》                                    | 2012年7月20日  | $448,149,584   | $633,003,513   | $1,081,153,097 | $2.5億       | [ 166 ]         |
| 《蝙蝠俠對超人：正義曙光》                                | 2016年3月25日  | $330,360,194   | $543,277,334   | $873,637,528   | $2.5億       | [ 167 ]         |
| 《蝙蝠俠：致命玩笑》                                      | 2016年7月25日  | $3,775,000     | $687,034       | $4,462,034     | $350萬       | [ 168 ]         |
| 《樂高蝙蝠俠電影》                                        | 2017年2月10日  | $175,936,671   | $136,200,000   | $312,136,671   | $8000萬      | [ 169 ]         |
| 《蝙蝠俠》（2022）                                        | 2022年3月4日   | $369,345,583   | $402,900,000   | $772,245,583   | $2億         | [ 170 ]         |
| 总计                                                      | 总计           | $2,782,509,581 | $3,061,731,693 | $5,684,032,792 | $14.6億      | [ 171 ]         |
| 补充说明 - 資料數據截至2024年7月（由Box Office Mojo计算） |                |                |                |                |              |                 |

### 奥斯卡金像奖
| 奖项                 | 波顿/舒马赫系列 | 波顿/舒马赫系列 | 波顿/舒马赫系列  | 波顿/舒马赫系列  | 诺兰系列       | 诺兰系列             | 诺兰系列                 |
| 奖项                 | 《蝙蝠侠》      | 《蝙蝠侠归来》  | 《永远的蝙蝠侠》 | 《蝙蝠侠与罗宾》 | 《蝙蝠侠诞生》 | 《蝙蝠侠：黑暗骑士》 | 《蝙蝠侠：黑暗骑士崛起》 |
| -------------------- | --------------- | --------------- | ---------------- | ---------------- | -------------- | -------------------- | ------------------------ |
| 奥斯卡最佳男配角奖   |                 |                 |                  |                  |                | 获奖（希斯·莱杰）    |                          |
| 奥斯卡最佳艺术指导奖 | 获奖            |                 |                  |                  |                | 提名                 |                          |
| 奥斯卡最佳摄影奖     |                 |                 | 提名             |                  | 提名           | 提名                 |                          |
| 奥斯卡最佳化妆奖     |                 | 提名            |                  |                  |                | 提名                 |                          |
| 奥斯卡最佳剪辑奖     |                 |                 |                  |                  |                | 提名                 |                          |
| 奥斯卡最佳音效剪辑奖 |                 |                 | 提名             |                  |                | 获奖                 |                          |
| 奥斯卡最佳音效奖     |                 |                 | 提名             |                  |                | 提名                 |                          |
| 奥斯卡最佳视觉效果奖 |                 | 提名            |                  |                  |                | 提名                 |                          |

### 评价
| 片名                       | 專業評價         | 專業評價       | 公眾評價 | 公眾評價 |
| 片名                       | 爛番茄           | Metacritic     | 影院评分 | PostTrak |
| -------------------------- | ---------------- | -------------- | -------- | -------- |
| 《蝙蝠侠》（1966）         | 79%（33份评价）  | 不適用         | 不適用   | 不適用   |
| 《蝙蝠侠》（1989）         | 71%（77份评价）  | 69（21份评价） | A        | 不適用   |
| 《蝙蝠侠归来》             | 80%（84份评价）  | 不適用         | B        | 不適用   |
| 《蝙蝠侠：幽灵的面具》     | 81%（52份評論）  | 不適用         | 不適用   | 不適用   |
| 《永远的蝙蝠侠》           | 38%（68份评价）  | 51（23份评价） | A−       | 不適用   |
| 《蝙蝠侠与罗宾》           | 12%（93份评价）  | 28（21份评价） | C+       | 不適用   |
| 《蝙蝠俠：開戰時刻》       | 84%（288份评价） | 70（41份评价） | A        | 不適用   |
| 《蝙蝠侠：黑暗骑士》       | 94%（345份评价） | 84（39份评价） | A        | 不適用   |
| 《蝙蝠侠：黑暗骑士崛起》   | 87%（372份评价） | 78（45份评价） | A        | 不適用   |
| 《蝙蝠俠對超人：正義曙光》 | 29%（436份评价） | 44（51份评价） | B        | 73%      |
| 《蝙蝠俠：致命玩笑》       | 39%（41份评价）  | 不適用         | 不適用   | 不適用   |
| 《蝙蝠俠：披風戰士歸來》   | 94%（18份评价）  | 不適用         | 不適用   | 不適用   |
| 《樂高蝙蝠俠電影》         | 90%（313份评价） | 75（48份评价） | A−       | 不適用   |
| 《蝙蝠俠》（2022）         | 85%（523份評論） | 72（68份评价） | A–       | 87%      |